# Ars amandi - L'arte di amare
Ars amandi - L'arte di amare è un film del 1983 diretto da Walerian Borowczyk.

## Trama
Nella Roma dell’età augustea, il poeta Ovidio declama i versi dell'Ars amatoria a una platea di discepoli; uno di questi, Cornelius, ne trae ispirazione per sedurre la bella Claudia, moglie del tribuno Macarius, segregata in casa dal marito sotto la sorveglianza della suocera Clio e di un pappagallo.  Intorno ad essi si muovono altri personaggi come Sepora, servitrice di Claudia, Modestina, moglie del generale Laurentius, la vedova di un imprecisato consigliere di nome Nero, che alleva un cigno in giardino.
Una volta partito il marito per una spedizione militare, il primo gesto che compie Claudia è quello di liberare dalla gabbia il pappagallo, che vola nelle case dei vicini rischiando di essere trafitto dalle frecce di Laurentius. Intanto Cornelius, data la momentanea assenza di Macarius, viene accolto in casa da Claudia che può contare sulla presunta riservatezza della propria servitrice Sepora. Claudia, però, mostra la propria gelosia nei confronti del ragazzo, complice anche una lettera con cui una certa Marsia dichiara di essere oggetto dell'amore di Cornelius. La stessa Sepora, dopo aver rassicurato la padrona sull'amore del suo amante, prega Priapo affinché diventi lei stessa l'amante di Cornelius. 
Dunque Claudia decide di invitare Cornelius al ricevimento che si terrà nella propria villa per celebrare il ritorno dei soldati romani dalla Gallia. Durante il ricevimento,  il giovane viene presentato a Macarius, mentre gli altri ospiti si abbandonano ad atti libidinosi causati più che altro dall'ubriachezza; in particolare, Laurentius, scoperta l'infedeltà della moglie Modestina (dopo che ella aveva appena giaciuto con il domestico Rufus), la uccide strangolandola. Claudia, invece, corre per casa invocando Cornelius dal quale, alla fine, viene sorpresa e baciata e, contemporaneamente, sospinta con forza sul proprio letto. I due amanti continuano a vedersi segretamente fino al giorno in cui Macarius scopre la tresca e uccide Cornelius con un colpo di spada, dopo averlo condotto in una stanza della villa (per poi costringere Claudia ad un rapporto sessuale). Dopodiché l'ira del tribuno si rivolge contro Ovidio che viene arrestato dai soldati romani.
In questo frangente, la vedova Nero si oppone all’ arresto del poeta gettandosi ai piedi dei soldati e giurando, sulla creatura che porta in grembo, che Ovidio è in buona fede; poco dopo ella partorisce due figli maschi. Claudia, che intanto si era unita a un gruppo di allieve di Ovidio, fugge inseguita dai soldati di Macarius e, nel mezzo di un incendio, si ritrova a girare tra le stanze della propria villa divorata dal fuoco, invocando ancora una volta Cornelius.
Dalle fiamme del passato al presente: il volto di Claudia diventa quello di Claudine Cartier, una giovane archeologa in viaggio da Roma verso la Francia in compagnia di un pappagallo, che si risveglia, nella propria Land Rover, da un incubo e incontra un prete (con le sembianze di Macarius) con l'auto in panne sull'autostrada. Claudine accompagna il prete a casa e riparte. Subito dopo il religioso apprende, dalle pagine di un giornale, che Claudine era oggetto dell'amore di Henri Corneille, un assistente universitario che ha ucciso il proprio professore e mentore per gelosia.

## Distribuzione
Venne distribuito nei cinematografi francesi il 7 dicembre 1983.
In Italia, dopo la revisione dell'agosto 1984, per la distribuzione nelle sale si dovette aspettare il giugno 1985, limitandone la visione ai maggiori di 18 anni. Nel gennaio 1989 si ebbe una seconda revisione, e al fine di abbassare il divieto ai minori di 14 anni la commissione di revisione fece eliminare una scena che mostra in primo piano e in modo evidente l'organo genitale maschile e la scena in cui si vede una giovane donna nuda masturbarsi in presenza di altre donne.

## Critica
(Piero Perona)
(Achille Valdata)
(Mario Calderale)